# IC 950/1
IC 950/1 је спирална галаксија у сазвијежђу Волар која се налази на листи објеката дубоког неба у Индекс каталогу.
Деклинација објекта је + 14° 29' 30" а ректасцензија 13h 52m 26,6s. Привидна величина (магнитуда) објекта IC 950 износи 14,3 а фотографска магнитуда 15,1. IC 9501 је још познат и под ознакама UGC 8780, MCG 3-35-32, CGCG 102-73, PGC 49280.